# Polystenus remus
Polystenus remus är en stekelart som först beskrevs av Nixon 1943.  Polystenus remus ingår i släktet Polystenus och familjen bracksteklar. Inga underarter finns listade i Catalogue of Life.